# 닭새우
닭새우(영어: Spiny lobster, 일본어: 伊勢海老 이세에비[*], 학명: Panulirus japonicus)는 닭새우과에 속한다. 가재의 일종으로 갑각이나 배의 외골격이 단단하며, 머리가슴은 원기둥 모양에 가깝고, 배는 약간 납작하다. 몸 색깔은 적자색이고 암초지대에서 산다. 몸집이 크고 살이 많아서 식용으로 많이 이용되며 맛도 좋다. 모양이 아름답기 때문에 말려서 표본으로 만들어 장식용으로도 이용한다. 집게다리가 가늘어 새우를 닮았다. 한국·일본·인도양·태평양에 널리 분포한다.

## 생김새
닭새우는 이름처럼 닭새우의 머리 부분이 닭의 벼슬을 닮았다고해서 닭새우다.
닭새우의 수염은 긴편이며 머리부분에 뾰족한 부분이 많다.

## 참고 자료
- 이 문서에는 다음커뮤니케이션(현 카카오)에서 GFDL 또는 CC-SA 라이선스로 배포한 글로벌 세계대백과사전의 "닭새우" 항목을 기초로 작성된 글이 포함되어 있습니다.